# Svinjarevo
Svinjarevo är en ort i Bosnien och Hercegovina.   Den ligger i entiteten Federationen Bosnien och Hercegovina, i den centrala delen av landet, 28 km nordväst om huvudstaden Sarajevo. Svinjarevo ligger 628 meter över havet och antalet invånare är 251.
Terrängen runt Svinjarevo är kuperad. Runt Svinjarevo är det ganska tätbefolkat, med 93 invånare per kvadratkilometer.. Närmaste större samhälle är Gromiljak, 2,3 km söder om Svinjarevo. 
I omgivningarna runt Svinjarevo växer i huvudsak lövfällande lövskog.